# Lythrum silenoides
Lythrum silenoides är en fackelblomsväxtart som beskrevs av Pierre Edmond Boissier och Noe. Lythrum silenoides ingår i släktet fackelblomstersläktet, och familjen fackelblomsväxter. Inga underarter finns listade i Catalogue of Life.